# Sidra
La sidra  és una beguda alcohòlica de baixa graduació (d'entre 4 i 8°) fabricada amb el suc fermentat de la poma. Es tracta d'una beguda molt estesa per tot el món, així a Europa es troba a nombrosos estats: Alemanya, França (Calvados, Bretanya, Iparralde), Espanya (Astúries, Cantàbria, País Basc, Navarra), Itàlia (Piemont), Escòcia i Anglaterra. A Amèrica, també es produeix en algunes regions de diversos països, probablement a causa de la influència de la immigració espanyola del segle passat: per exemple a Mèxic, a les ciutats de Huejotzingo i Zacatlán, de l'estat de Puebla i a l'Argentina, sobretot a les províncies de Río Negro, San Juan i Santa Fe. També se'n produeix al Nepal.
Cal diferenciar la sidra natural de l'escumosa. En general, mentre al nord d'Espanya es consumeix majoritàriament la sidra natural, a la resta del món s'acostuma a consumir la sidra escumosa (que s'assembla més al cava o a la cervesa).

## Etimologia
L'origen etimològic de la paraula sidra prové del llatí tardà sicĕra "beguda embriagadora", aquest del grec síkera, i aquest de l'hebreu šēkāt. Més tard en asturià es va començar a pronunciar com sizra.
el riu Sidras de La regió D'Arjangel, sidra en letó

## Història
No es coneix amb certesa qui va fabricar per primera vegada la sidra, o quin poble va ser el primer a elaborar-la i consumir-la. Alguns autors afirmen que la sidra ja era coneguda per hebreus egipcis i grecs, però, no hi ha registres documentals que ho assegurin. A més, el fet que la distribució de pomeres a les regions temperades sigui àmplia, no ajuda a determinar el seu origen en una regió geogràfica concreta.

### La sidra en la història Romana
Les primeres referències escrites que existeixen daten de l'època romana. Al 55 d.C Juli Cèsar va començar la conquesta de Britànnia. Els soldats romans van observar que els celtes, poble que habitava a Britànnia en aquesta època, fermentaven suc de poma.
Estrabó (63 o 64 a.C - 19 o 24 d.C) esmenta en la seva obra Geografia la paraula zytho escrivint sobre els àsturs el següent «zytho etiam utuntur, vini parum habent» (consumien zytho perquè no tenien vi). No obstant això no hi ha consens pel que fa a si aquesta beguda es realitzava per fermentació alcohòlica de cereals o de si es tractava d'una fermentació de fruites.
Més tard Plini el Vell (23-79 d.c) escriu sobre begudes fetes amb peres i pomes, cita el vi de pomes i afirma que és una beguda típica del territori. També, Pal·ladi escriu sobre begudes alcohòliques obtingudes de pomes i peres i dona detalls del procés de fabricació.

### La sidra a l'Edat Mitjana
Amb la caiguda de l'imperi romà les arts hortícoles van entrar en un període de declivi, però aquestes van ser conservades gràcies als monjos els quals van seguir cultivant-les en monestirs i abadies. Els musulmans que van ocupar Espanya fins al segle xv van desenvolupar noves tècniques agrícoles. De fet el nord d'Espanya és una de les zones més antigues de cultiu de pomes destinades a la producció de la sidra.
Durant els segles xii i xiii les pomeres es converteixen en la major riquesa arborícola d'Astúries. Mentrestant, a Normandia fins al segle xii la sidra era consumida només quan hi havia escassetat de cervesa o altres begudes. No va ser fins al segle xiv que es va popularitzar en aquesta regió.

### La sidra a l'Edat Moderna
En aquesta època no es consumia gaire sidra pel fet que no es conreaven pomeres. L'escassedat d'aliments va prioritzar altres cultius de primera necessitat. No obstant això, seguí present a les festes asturianes tal com documenta Jovellanos en els seus escrits. El seu consum en aquest període es limità a l'entorn rural a romeries i festes populars.
No va ser fins a finals del segle xviii que la producció de sidra i el seu consum es va generalitzar a causa de la millora econòmica de la regió. L'expansió de la pomera es va veure afavorida per la pujada del preu de la sidra, al l'ensems que la Societat d'Amics del País d'Astúries, que donava a conèixer nous mètodes de cultiu, va tenir un paper promotor.

## Pomes

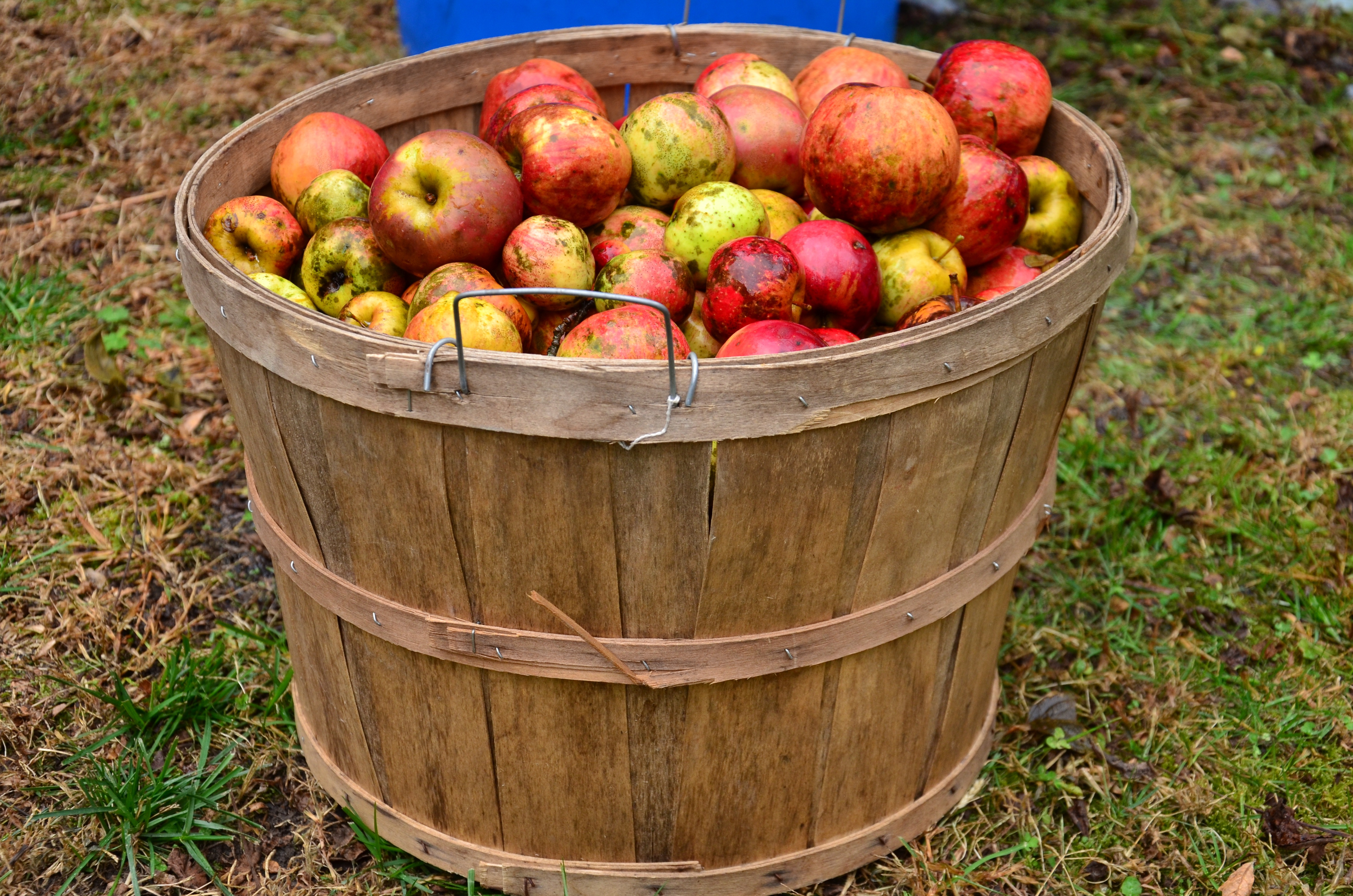
Pomes per fer sidra

No necessàriament s'han d'utilitzar varietats de pomes dedicades a la sidra, però aquestes presenten una sèrie d'avantatges. Les varietats destinades a la sidra tenen un alt contingut de sucre (fins al 15%) i una acidesa adequada. La seva estructura fibrosa fa que sigui més fàcil premsar i a més, obtenir més suc de poma. Tenen deu vegades més tanins que les pomes comuns el que és molt important per donar cos a la sidra
Existeixen moltes varietats de pomes dedicades a la producció de la sidra. Aquestes varietats les podem dividir en amargues (tanins), dolces i àcides. Han d'estar en un òptim estat de maduresa, ja que les pomes molt madures tenen poc taní, el que contribueix a l' "oliat" de la sidra, és a dir, al fet que aquesta presenti un aspecte dens i tèrbol semblant a l'oli.
D'una banda es calcula que hi ha més de 1.000 varietats de pomes autòctones per a la sidra al País Basc entre les que es troben Aritza, Errezila i Gezamina.
D'altra banda a Astúries hi ha més de 2.000 varietats de pomes autòctones de les quals 22 estan permeses per a l'elaboració de la sidra DOP. Tres d'aquestes pomes permeses són la blanquina, clara i corrió

## Procés d'elaboració
El procés de l'elaboració de la sidra comença amb la recollida de les pomes, depenent de la varietat de les quals, podrem obtenir un producte final diferent en sabor. Un cop recollida la matèria primera es comença a tractar. Com a pas previ, la fruita passa per una etapa de neteja i selecció. Es renten amb aigua i es descarten, manualment, aquelles que no són òptimes per a la producció.

### Molta
Primerament s'obté la molta. Les pomes ja netes i seleccionades s'han de moldre, és a dir, reduir la mida per a facilitat el procés. Per a portar a terme aquesta acció s'empren a nivell industrial maquinaries automatitzades on entren les pomes i són triturades. Aquesta primera etapa s'acostuma a portar a terme entre setembre i desembre.

### Premsa

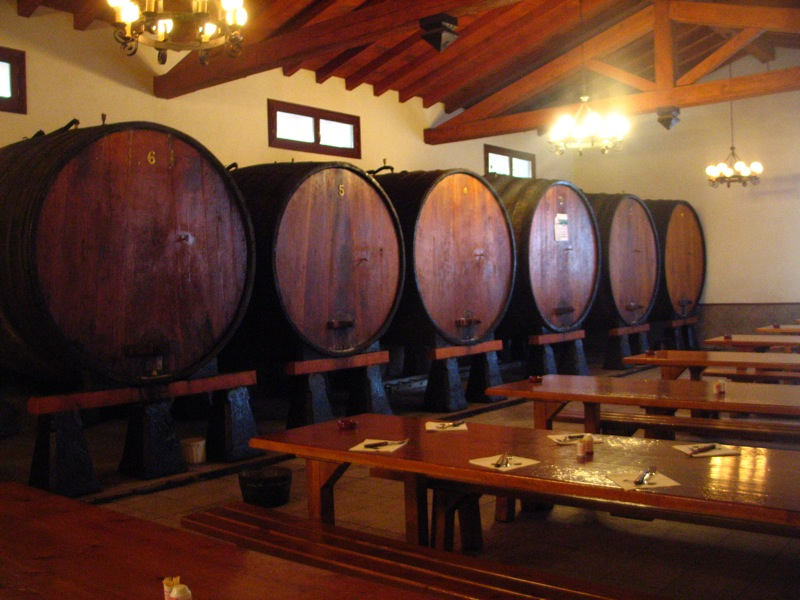
Kupeles (Bota de sidra) al País Basc.

Un cop la mida ha estat reduïda l'objectiu és extreure’n el most. El triturat obtingut en el pas anterior passa a una premsa pneumàtica o hidràulica – tot i que es pot fer manual- i se separa la part sòlida (“pomace”) i la part líquida la qual es dividirà en most, amb el qual continuarem el procés de fermentació, i l'altra part que quan sigui pasteuritzada podrà consumir-se com a suc de poma. Aquesta segona etapa de premsat dura entre 2 i 4 dies.

#### Composició del most
La composició del most afectarà la fermentació de la sidra. La fermentació és una sèrie de transformacions bioquímiques en què els diferents components del most són convertits i modificats per llevats, bacteris làctics i bacteris acètics. El most (suc de poma) està format naturalment per sucres, àcids, tanins, pectina, diferents enzims, nitrogen, vitamines i aigua.
| Component  | Rang [g/L] |
| ---------- | ---------- |
| Fructosa   | 70-110     |
| Glucosa    | 15-30      |
| Sacarosa   | 20-45      |
| Pectina    | 1-10       |
| Aminoàcids | 0.5-2      |

Els sucres (fructosa, glucosa, sacarosa) seran convertits en la fermentació alcohòlica en alcohol. Els àcids donen a la sidra frescor, a més són conservants. Els tanins, que es troben a la pell de la poma, actuen com a astringents per la qual cosa no és convenient el seu excés. Aquests també actuen com a conservants i proporcionen cos a la sidra. La pectina està present en la pell de la poma i és important per a la fermentació alcohólica. Reacciona amb els tanins formant la "borra" (residu que es genera a la part inferior de la bóta). Per ùltim, els fenols i polifenols inhibeixen el trencament de la pectina el que fa la polpa de les pomes menys viscosa i més fàcil de processar.

### Fermentació

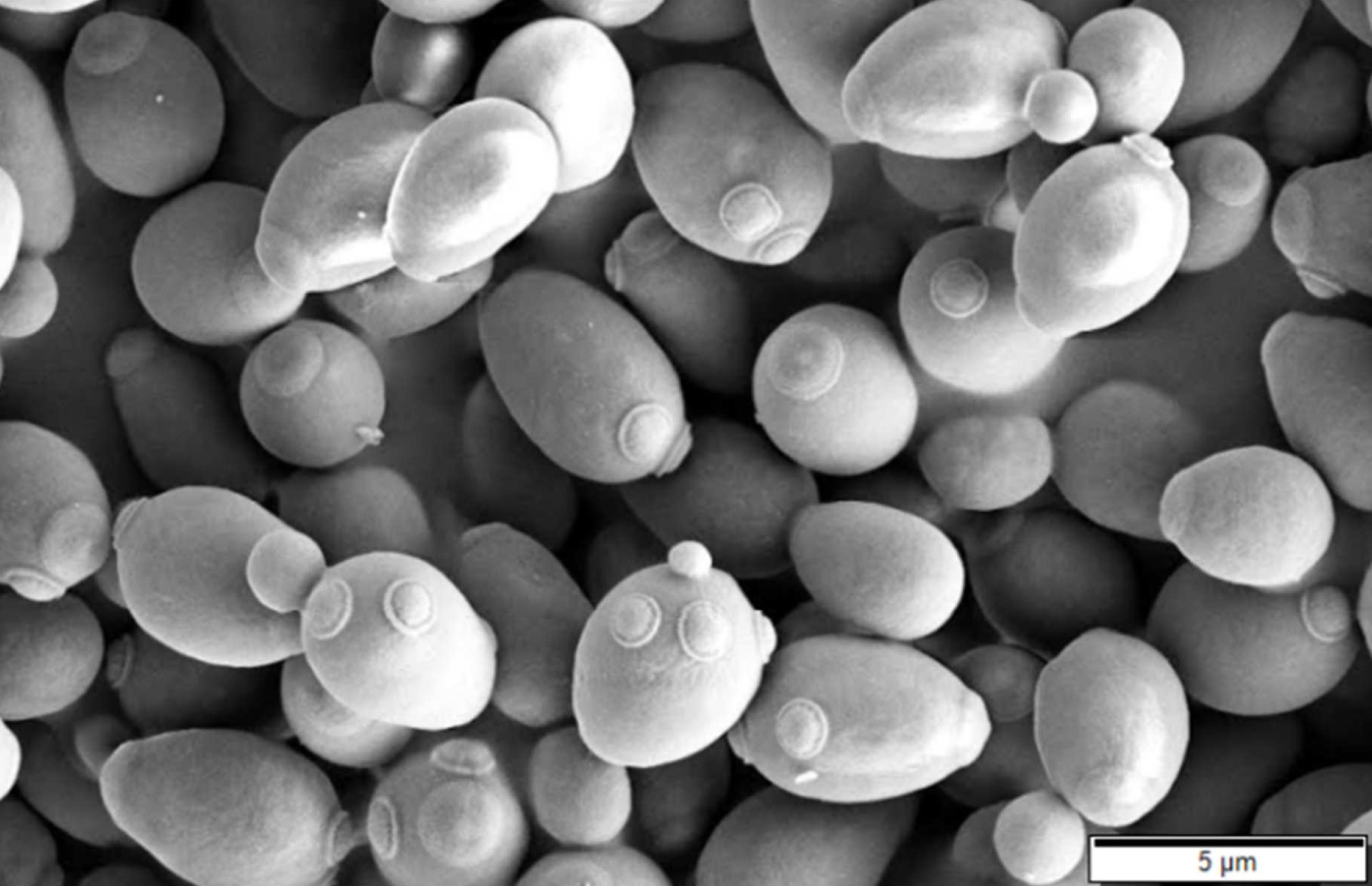
Saccaromyces sp al microscopi SEM

Un cop obtingut el most es fermenta. La fermentació es realitzada aproximadament des del novembre fins al març i té unes condicions de treball establertes depenent del producte final que es desitgi i del microorganisme emprat per a la transformació dels sucres en alcohol. Diferenciarem entre fermentació alcohòlica i fermentació malolàctica.
La primera, la alcohòlica, es caracteritza per la transformació de sucres en etanol i diòxid de carboni gràcies a l'acció dels llevats; majoritàriament l'espècie Saccharomyces. Donada la varietat de poma escollida i la maduresa de la qual, la concentració de sucre inicial per a la fermentació influirà al most i conseqüentment al nivell d’etanol final.

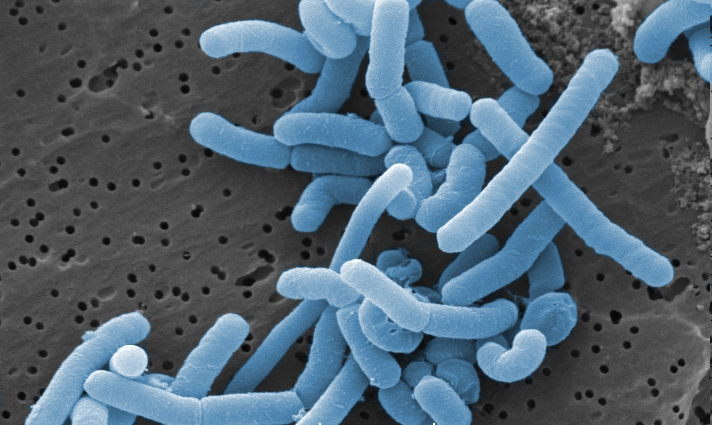
Lactobacillus sp al microscopi

Seguidament, té lloc la fermentació malolàctica que és la transformació de l'àcid màlic a àcid làctic i diòxid de carboni. Aquesta fermentació no és sempre requerida i té lloc en presència de microorganismes com Oenococcus oeni, Pediococcus sp. o Lactobacillus sp.
Finalment s'obté la sidra amb un pH d'entre 3.3 i 4.0 el qual és àcid. Es produiran procesos de filtració i centrifugació abans de l'ompliment de les ampolles. Un cop està el producte a l'ampolla es pot produir una segona fermentació amb els microorganismes actius que contingui.
Depenent de la concentració d'etanol podem obtenir diferents tipologies de producte. Sidres amb 2.8º es consideren sidres dolces. Quan contenen 4.2º es consideren sidres semi – seques, 4.9º, seques i 6º súper seques. Si superen aquests graus i s'arriba als 6.5º es dirigeixen a fer fermentacions acètiques per a la producció de vinagre de sidra de poma o per a destil·lar i obtenint brandi de poma.

#### Fermentació alcohòlica

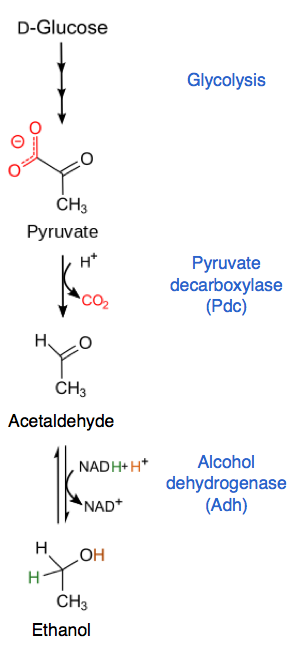
Fermentació alcohòlica de la D-glucosa

Els sucres són convertits en alcohol i gas carbònic per acció de llevats fermentatives del gènere Saccharomyces. Aquest procés és anaerobi i, per tant, és important que les bótes estiguin plenes del tot perquè no es generi una càmera d'aire que reaccioni de manera negativa amb el most. Al llarg del procés es va perdent líquid i s'origina una escuma blanca al forat superior de la bóta, per això és important anar-la omplint. De forma simultània i especialment al començament de la fermentació, del 5% al 10% dels sucres presents en el most són transformats en glicerina i àcid pirúvic a través de la fermentació glicero-pirúvica. El glicerol és el segon component majoritari obtingut d'una fermentació alcohòlica, aporta un sabor dolç i dona consistència i cos. Les bótes han d'estar a una temperatura de 12-14 °C i una humitat del 85%.
En la fermentació alcohòlica es poden distinguir dues parts. Una part anomenada fermentació tumultuosa que es correspon amb la fase de creixement exponencial dels llevats segons el model de Monod. I una fermentació lenta que es correspon amb la fase estacionària i de desacceleració. En aquesta, comença a haver-hi limitació de factors de creixement i la població de llevats comença a disminuir. Es produeix l'autòlisi de llevats pel que els seus constituents són alliberats al medi. Això estimula el creixement de la flora làctica el que provoca el començament de la fermentació malolàctica.
La fermentació alcohòlica dura al voltant d'un mes. Un cop acabat aquest procés es pot emmagatzemar durant poc temps i es comença el procés de la distribució en les ampolles de la sidra. Aquesta sidra s'anomena sidra sobre la mare. Aquesta es diferencia de la sidra natural en què és més fresca, ja que no ha madurat durant molt de temps. El seu color és més fosc i el sabor és més suau. D'altra banda es pot seguir el procés amb la fermentació malolàctica.

#### Fermentació malolàctica

Fermentació malolàctica

Un cop feta la fermentació alcohòlica es fa una segona fermentació anomenada malolàctica. Aquesta pot arribar a durar de 3 a 4 mesos. Gràcies a bacteris làctics, l'àcid màlic es transforma en àcid làctic. La soca Leuconostoc mesenteroides es presenta comunament en el suc de poma. Altres soques menys comuns són Lactobacillus collinoides i Pediococcus cerevisaie. Totes elles, ataquen a l'àcid màlic causant una disminució de l'acidesa en la sidra i, per tant, canviant el seu sabor.
La reacció es porta a terme per l'enzim malolàctica que descarboxila el L-malat a L-lactat i diòxid de carboni. L'àcid màlic és més àcid que el làctic, d'aquí la disminució de l'acidesa. En la reacció es troben involucrats el manganès (Mn) i nicotinamida adenina dinucleòtid (NAD +). No obstant això, aquest últim no disminueix en quantitat per la qual cosa sembla que no està involucrat en la reacció com a substrat. L'espècie de microorganisme que porta a terme la fermentació malolàctica depèn sobretot del pH i de la concentració d'etanol. No obstant això, en el cas de la producció de la sidra, la temperatura també és un paràmetre important a controlar. Tot i que el metabolisme del malat s'incrementa amb la temperatura (per exemple a 27 °C), es prefereix una temperatura de 22 °C, ja que es produeix menys àcid acètic.
A diferència del que passa amb els vins, el productor de sidra no controla la fermentació malolàctica. Aquesta passa espontàniament en els mosts de la fermentació alcohòlica, aquesta segona fermentació és indispensable per a les característiques gustatives de la sidra. Els compostos carbonílics com el diacetil i aldehids tenen un paper molt important en el desenvolupament del sabor. Aquests han d'ésser extrets però poden ser reabsorbits i reduïts pels llevats als corresponents alcohols durant les últimes etapes de la fermentació. El compost més estudiat és el diacetil. Aquest és produït per la descarboxilació oxidativa d'àcids hidròxids.

#### Tràfec
Consisteix en separar la sidra que acaba de fermentar dels pòsits traslladant d'uns tonells a uns altres. Actualment es realitza abans que la sidra sigui emmagatzemada en ampolles. No obstant això en procediments més tradicionals es deixa reposar la sidra amb els seus pòsits durant mesos tenint en compte que el contacte amb l'aire sigui mínim. També en aquest procés la sidra procedent de diferentes bótes es barrejada per experts creant la personalitat de cada sidra.

#### Aclariment
La clarificació inicial de la sidra pot ser per sedimentació natural, afegint productes químics (Chitosán) o per centrifugació; també es pot donar per una combinació d'aquests. A continuació,es filtra, s'afegeixen sulfits i es pasteuritza. Finalment s' afegeix en l'ampolla.

### Alteracions en la sidra
En l'elaboració de la sidra industrial, després de la fermentació, es porta a terme una sèrie de processos per estabilitzar la sidra com són exemple els siegos, les clarificacions, les filtracions, el sulfitat, l'addició d'enzims i l'emmagatzematge en condicions controlades. Tots aquests factors, poden donar lloc a alteracions en la sidra.

#### Acetificació
L'acetificació és una alteració no desitjada produïda pel metabolisme aeròbic d'alguns microorganismes. La producció d'àcid acètic en la sidra no és convenient, per això la quantitat produïda ha de ser la menor possible. Les principals causes de la sobreproducció d'àcid acètic són degudes a:
- Algunes soques de llevats són capaces de produir àcid acètic a partir d'etanol.
- Els llevats oxidatius produeixen àcid acètic a partir del sucre del most.
- La producció d'àcid acètic per part dels bacteris làctics que metabolitzen sucres.
- A causa de bacteris acetobacter a partir de l'etanol.
- Bacteris Gluconobacter a partir del most
- Pomes deteriorades en presència d'oxigen

Per prevenir un excés d'àcid acètic és important escollir una bona matèria primera, ja que les propietats del most (nutrients, pH, ...) influiran en el comportament dels microorganismes. És important tractar el producte amb cura, ja que els cops i ferides promouen la proliferació de llevats i bacteris sintetitzadors d'àcid acètic. Evitar temperatures altes que afavoreixen la producció d'àcid acètic.

#### Oliat
És una alteració no desitjada produïda pel metabolisme anaeròbic de bacteris làctics i cocos del gènere Leuconostoc. Aquest tipus d'alteració canvia la densitat de la sidra fent que s'assembli a l'oli. La modificació del sabor no és significativa però, al consumir es fa més pastosa a la boca. La viscositat de la sidra oliada és deguda a la presència de glucans i altres polisacàrids. Aquesta alteració pot presentar-se en sidres no tractades en la post fermentació, amb pH alts, polifenols, junts amb una falta d'asèpsia.
Existeixen altres alteracions anaeròbiques com el picat làctic, l'amargor i la presència de sabor agredolç.

## Producció i consum
Els principals productors de sidra a Europa són el Regne Unit i Irlanda, però també té importància a estats com Bèlgica, Finlàndia, França, Alemanya i Espanya. Així mateix, els principals països consumidors són Regne Unit, Irlanda així com països del nord d'Europa (Finlàndia, Lituània i Suècia). El consum de la sidra en els altres estats europeus és baix.
Tot i això, el mercat de la sidra ha experimentat un augment considerable de creixement els darrers anys en alguns estats europeus. En concret, regions amb una gran tradició de producció de sidra, com Bretanya o Normàndia a l'Estat Francès o el País Basc o Navarra a l'Estat Espanyol han experimentat una pujada de consumició d'aquesta beguda.
Per regions, també destaquen Hessen, Bavaria o Baden-Württemberg a Alemanya. Tot i això, en Hesse, i en concret, la regió en torn Frankfurt va produir al any 2008 el 85% de la producció a tota Alemanya. Així mateix, Hessen consumeix deu vegades més sidra que els seus veïns.
Per altra banda, segons The European Cider & Fruit Wine Association, Europa és el principal consumidor de sidra al món, amb el 62% del volum consumit, seguit de l'Àfrica amb el 13%, Nord América amb el 11% i Austràlia amb el 8%. La resta de regions no arriben al 5% de consum mundial.
| Regió             | Volum consumit (hectolitres) | % consumit (hectolitres) |
| ----------------- | ---------------------------- | ------------------------ |
| Europa Occidental | 14.417,24                    | 55,1%                    |
| Àfrica            | 3.468,48                     | 13,3%                    |
| Amèrica del Nord  | 2.855,36                     | 10,9%                    |
| Australàsia       | 2.052,36                     | 7,8%                     |
| Europa de l'est   | 1.831,26                     | 7,0%                     |
| Amèrica Llatina   | 1.204,86                     | 4,6%                     |
| Asia              | 325,97                       | 1,2%                     |
| Orient Mitjà      | 6,12                         | 0,0%                     |

## Varietats de sidra a Europa

### Sidra a França
Els principals productors són les regions de Bretanya i Normàndia. Ambdues tenen un color ambre així com un sabor menys fort, però més dolç. Això és deu al fet que la fermentació és produeix més lentament i de forma tancada. El dolçor és equilibrat per l'àcid produït per la barreja de pomes bittersharp i agredolces. El grau alcohòlic oscil·la entre 2 i 4.

### Sidra a Alemanya
És tracta d'una sidra tradicional similar al vi, mig afruitata, suau i suaument carbonatada. És beu majoritàriament a les tavernes tradicionals de sidra. El grau alcohòlic mig és de 5%. Destaca la sidra Apfelwein i Draught Apfelwein.

### Sidra a Espanya

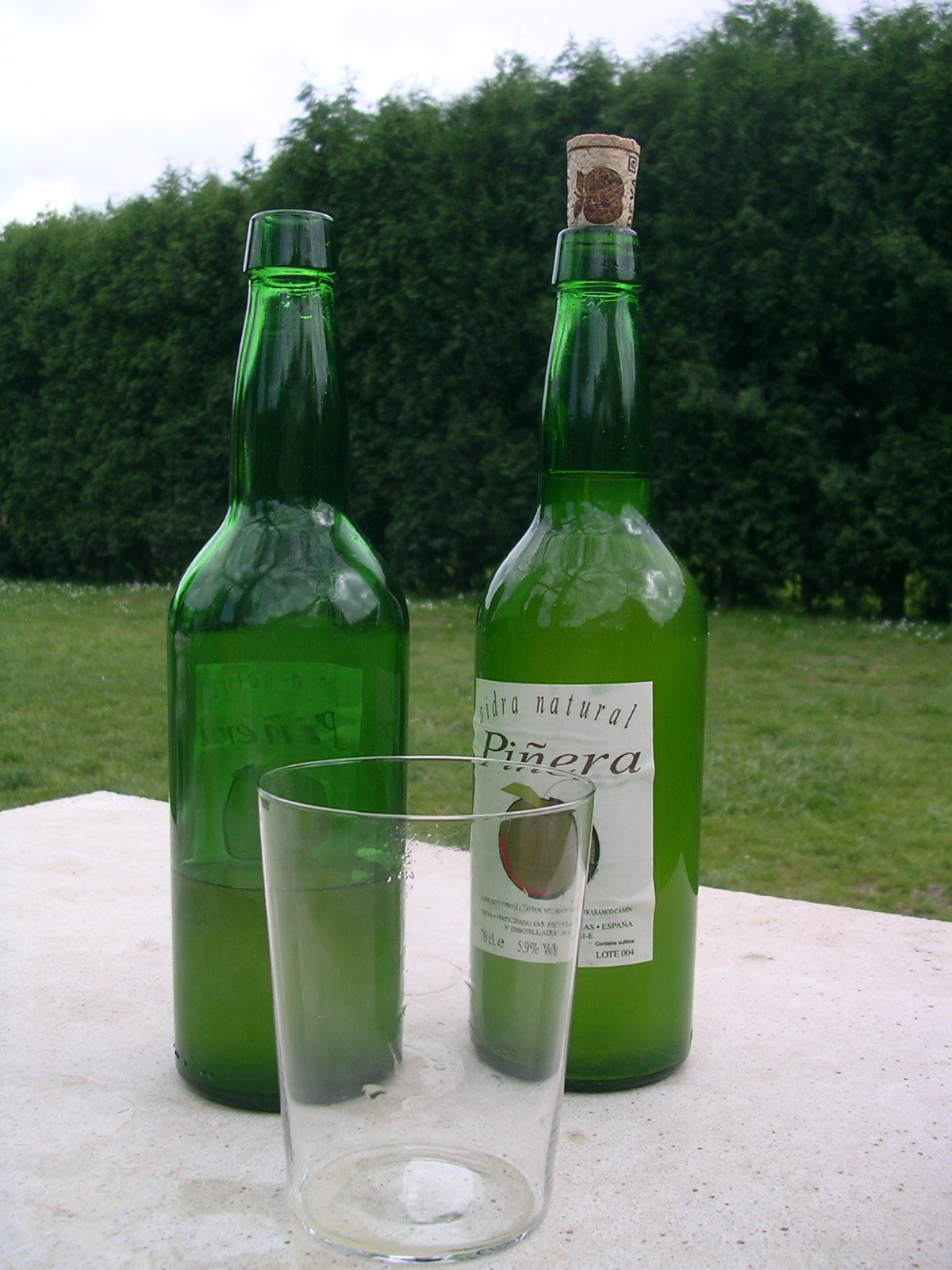
Sidra Natural d'Astúries

El principal productor de sidra a Espanya és Astúries, encara que també es produeix i es consumeix en altres regions com Galícia, País Basc i Cantàbria. És tracta de sidres no dolces i normalment no escumoses. La sidra es fermenta sense afegir cap sucre addicional. A causa d'això, és molt fruitós i d'un color daurat. El grau alcohòlic oscil·la entre 4 i 6%. Les principals empreses productores de sidra a Espanya són El Gaitero, Manuel Busto Amandi, Sidra Trabanco, Kopparberg i Customdrinks.

### Sidra a Bèlgica
D'aparença de vi espumós i afruitat, té un color d'or pàl·lid amb un gust molt fruitós. El procés produeix una sidra molt carbonatada. Les variants aromatitzades són els predominants al mercat.

### Sidra a Regne Unit i Irlanda
Sidra a base de pomes i peres que presenta una carbonatació mitjana. La força de la sidra i la perry pot arribar fins al 8,4% de graduació alcohòlica, però el rang mig és del 4,5% al 5%. Al Regne Unit es realitza la chaptalizació, que consisteix a afegir sucre abans de la fermentació per suplementar el carbohidrat procedent de la poma. Per això, la major part de les sidres modernes contenen només entre el 30% i el 50% de suc de poma.

## Mercat

### Exportació

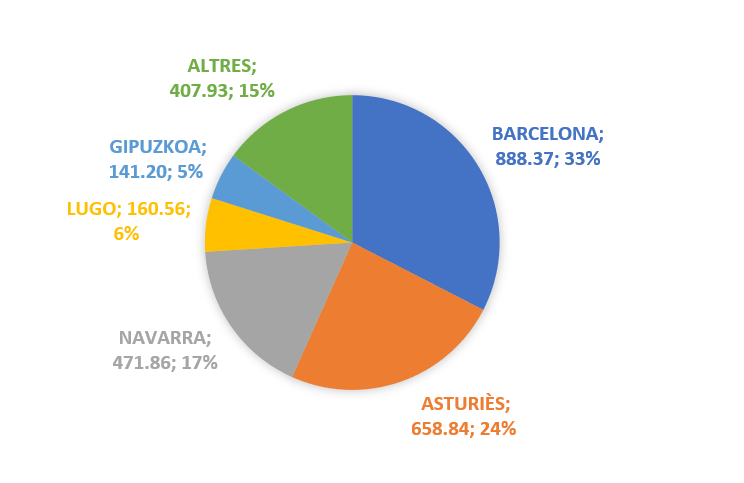
Exportació de sidra per milers d'euros i percentatge del total.

Les regions que exporten més sidra són Barcelona, Astúries i Navarra. El primer mercat de destí d'aquestes exportacions és Estats Units, el segueixen Cuba i República Dominicana. A nivell mundial els països que més sidra exporten són Regne Unit, Estats Units i Alemanya.

### Importació
Les importacions de sidra a Espanya són molt més importants que les exportacions realitzades per les sidra del país. Astúries només rep un 1 per cent de les importacions, sent Canàries, Catalunya i el País Valencià les principals compradores. Els grans subministraments procedeixen majoritàriament del Regne Unit, si bé altres països com la Xina i els Estats Units proveeixen amb quantitats inferiors.